# Куин Елизабет (линеен кораб, 1913)
Куин Елизабет (на английски: HMS Queen Elizabeth) е британски линеен кораб – супердредноут. Главен кораб на едноименната серия линейни кораби. Кръстен е в чест на кралица Елизабет I, първият представител на супердредноутите с 15-дюймов главен калибър. Кораба участвал в двете световни войни.

## История на създаването
Със спуска на вода на „Дредноут“ Британската империя започва нова епоха в гонката в морските въоръжения. Даже такива страни, като Османската империя, Бразилия, Аржентина, Чили започват да строят планове за снабдяването на своите флотове с дредноути. Великобритания, в съответствие с принципа на „двудържавния стандарт“, също продължава увеличаването на своя флот. През 1911 г. Първи лорд на Адмиралтейството става Уинстън Чърчил. По първоначални планове, програмата за 1912 г. трябва да включва 3 подобрени линкора от типа „Айрън Дьюк“ и линеен крайцер. Обаче новият Първи лорд на Адмиралтейството, със свойствената му енергия, заповядва да се разработи проект с главен калибър от 15 дюйм, макар проектните работи по създаването на такива оръдия още даже да не са завършени. Причината за това стават слуховете за това, че Германия планира да увеличи калибъра на своите морски оръдия (за това, че сведенията са лъжливи, в Англия узнават много по-късно), а също и това, че в американския и японския флотове стандарт стават 14-дюймовите оръдия. Адмиралтейството застава пред дилема – или да рискува и да заложи кораби с неизпробвано въоръжение, или да строи кораби с вече изпробвано въоръжение, но със съзнателно отстъпващо въоръжение на равнозначните кораби на другите държави. След непродължителни обсъждания избират първият вариант. Elswick Ordnance Company изпълнива поставената задача. Новото оръдие 15"/42cal Mk I показва не само по-голяма точност в сравнение с 13,5" Mk V, но и по-голяма пробивна способност и увеличена далечина на стрелбата.

## Конструкция

### Брониране
Главен пояс: 330 – 203 мм, в краищата:152 мм (нос),102 мм (кърма).
Горен пояс: 152 мм.
Траверси: на цитаделата:152 мм (нос); 102 мм (кърма); при погребите: 50,8 мм (25,4+25,4)
Противоторпедна преграда: 50,8 мм (25,4+25,4)
Кули: 330 мм (чело), 280 мм (страни), 108 мм (покрив)
Барбети: 254 – 178 мм (над горната палуба),102 – 152 мм (под горната палуба)
Каземати: 152 мм
Бойна рубка: 280 мм (стени), 76,2 мм (покрив), 102 мм (далекомерен пост), 152 мм (шахта), 102 мм (под горната палуба)
Пост за управление на торпедната стрелба: 152 мм, 102 мм (над горната палуба)
Кожуси на комините: 38 мм
Палуби: Палуба на бака над казематите: 25,4 мм. Горна палуба: 50,8 – 31,8 мм. Главна (средна) палуба над погребите: 31,8 мм. Долна палуба: 25,4 мм. Платформа (междинна палуба): в носа: 25,4 мм, в краищата: 76,2 мм; над рулевото устройство: 76,2 мм

## История на службата

### Първа световна война
След влизането си в строй, през декември 1914 г., линкора „Куин Елизабет“ през февруари 1915 г. е изпратен в Средиземно море. От 25 февруари до 14 май 1915 г. линкора взема участие в бомбардировката на турските фортове при Дарданелите. Всичко той изстрелва 86 15-дюймови и 71 6-дюймови снаряда. След това е изпратен за ремонт в Розайт. Поради ремонта „Куин Елизабет“ не участва в Ютландската битка, в която всички еднотипни с него кораби получават повреди, особено силно „Малая“, на който се запалва кордита. „Уорспайт“ получава 13 попадения от 280-мм снаряди. През 1917 г. линкора става флагман на Гранд Флийта.

### Между войните
След сключването на Вашингтонското съглашение от 1922 г. Великобритания предава за скрап, или прекласифицира повечето свои остарели дредноути, обаче петте бързоходни линкора от типа „Куин Елизабет“ и петте техни по-опростени и бавни събратя от типа „R“ са оставени в състава на флота. За подобряване на тактико-техническите им характеристики в периода 1926 – 1927 „Куин Елизабет“ и другите кораби са снабдени с противоторпедни були, усилено е бронирането на палубите, поставена е нова зенитна артилерия.
Планира се, че „Куин Елизабет“, а също еднотипните „Уорспайт“ и „Баръм“ и линейният крайцер „Тайгър“ ще бъдат извадени от състава на флота през 1935 г.

### Втора световна война
На 18 декември 1941 г. италианската подводница „Шире“ под командването на капитан-лейтенанта Боргезе доставя три човешки торпеда в покрайнините на залива на Александрия. В 20.47 торпедата са спуснати. Пилотите на тези торпеда са военнослужещи на подводното подразделение на Десета флотилия Mas: лейтенант Дюран де ла Пене, инженер капитан от флота Марчелия и капитана от службата за въоръжение на флота Мартелота. Те поставят заряди под дъната на линкорите „Валиант“, „Куин Елизабет“ и танкера „Сагона“. Взривените заряди тежко повреждат линкорите, те са спасени от гибел само поради неголямата дълбочина на котвената стоянка. Танкера е унищожен, също тежко е повреден разрушителя HMS Jarvis.
На 8 май 1945 г. „Куин Елизабет“, заедно с група други кораби, в състава на които влизат френския линкор „Ришельо“, британските крайцери HMS Cumberland и HMS Royalist, холандският крайцер Tromp, ескортните самолетоносачи Emperor, Hunter, Khedive и Shah, а също осем разрушителя е изпратен в търсене на японския тежък крайцер „Хагуро“. По-късно към тях се присъединява и крайцера HMS Nigeria с три разрушителя. В крайна сметка „Хагуро“ е потопен в резултат на действията на самолетите от самолетоносача Emperor и разрушителите на 26 флотилия.